# Attus
Attus este un gen de păianjeni din familia Salticidae.

## Specii[1]
- Attus albosignatus
- Attus anjuanus
- Attus annulatus
- Attus auratus
- Attus beneficus
- Attus bonairensis
- Attus cabanisi
- Attus cayanus
- Attus comptus
- Attus devotus
- Attus dryocopinus
- Attus effigies
- Attus flavicruris
- Attus hispidus
- Attus infuscatus
- Attus johannae
- Attus kraali
- Attus mandibularis
- Attus marmottani
- Attus maronicus
- Attus mendicus
- Attus miniaceus
- Attus minutus
- Attus ocellosus
- Attus olivascens
- Attus ornatus
- Attus paederinus
- Attus perogaster
- Attus platycephalus
- Attus quadriguttatus
- Attus radoszkowskii
- Attus ruficeps
- Attus salutanus
- Attus sericeus
- Attus simoni
- Attus tenuis
- Attus tricinctus
- Attus uassanus
- Attus verrauxi
- Attus vulpinus